# Patricia Woertz

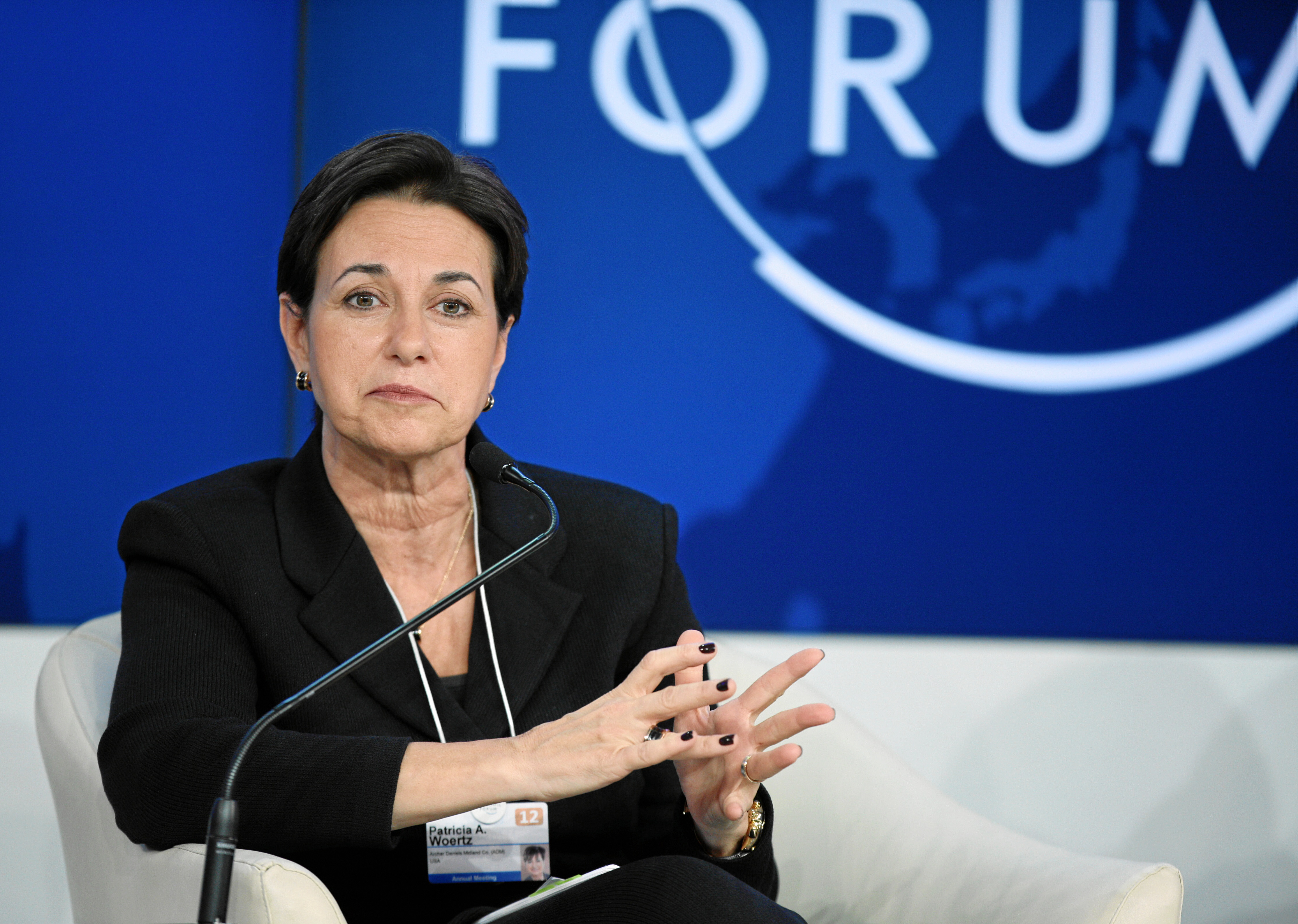
Woertz während des Weltwirtschaftsforums 2012

Patricia A. Woertz (geb. 17. März 1953 in Pittsburgh, Pennsylvania) war Chief Executive Officer des Nahrungsmittelkonzerns Archer Daniels Midland. Laut einer Liste der 100 mächtigsten Frauen der Welt des Forbes Magazine gehörte sie 2006 und 2007 zu den zehn mächtigsten Frauen der Welt.
Ihre Eltern waren der Geschäftsmann Chuck und die Bibliothekarin Vi Woertz. Nach ihrem Studium an der Pennsylvania State University arbeitete Woertz ab 1974 bei Ernst & Young in Pittsburgh, anschließend ab 1977 bei Gulf Oil und nach der Vereinigung von Gulf Oil und Chevron Corporation 1984 bei Chevron. Dort hatte sie mehrere Rollen inne, darunter President Canada ab 1987, Chevron International und Executive Vice President, Global Downstream.
2006 wurde Woertz CEO bei Archer Daniels Midland. 2007 übernahm sie den Vorsitz der Geschäftsleitung. Am 1. Januar 2015 übergab Woertz die Rolle des CEO von ADM Juan Luciano. 2016 gab sie auch den Vorsitz der Geschäftsleitung ab.
Woertz wurde Mitglied des President’s Export Council, dem wichtigsten US-amerikanischen Komitee für den internationalen Handel. Danach wurde sie leitende Beraterin bei Tanium, einem Unternehmen für Cybersicherheit und Netzwerkbetrieb, und Mitglied des Board of Directors von Northwestern Memorial HealthCare.